# Campo San Vio

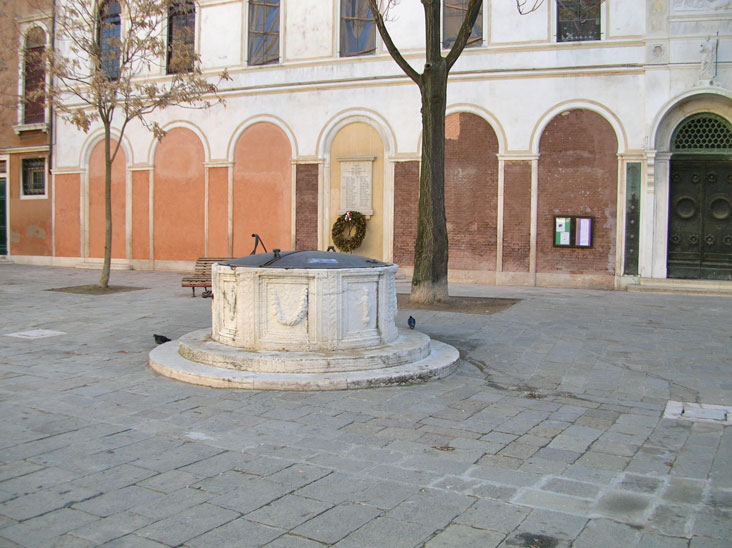
Campo San Vio, col pozzo cinquecentesco e, sullo sfondo, Saint George

Campo San Vio è un campo di Venezia, situato nel sestiere di Dorsoduro, nel percorso tra Ponte dell'Accademia e Palazzo Venier dei Leoni. È compreso tra le facciate di Palazzo Barbarigo e Palazzo Loredan Cini.

## Descrizione

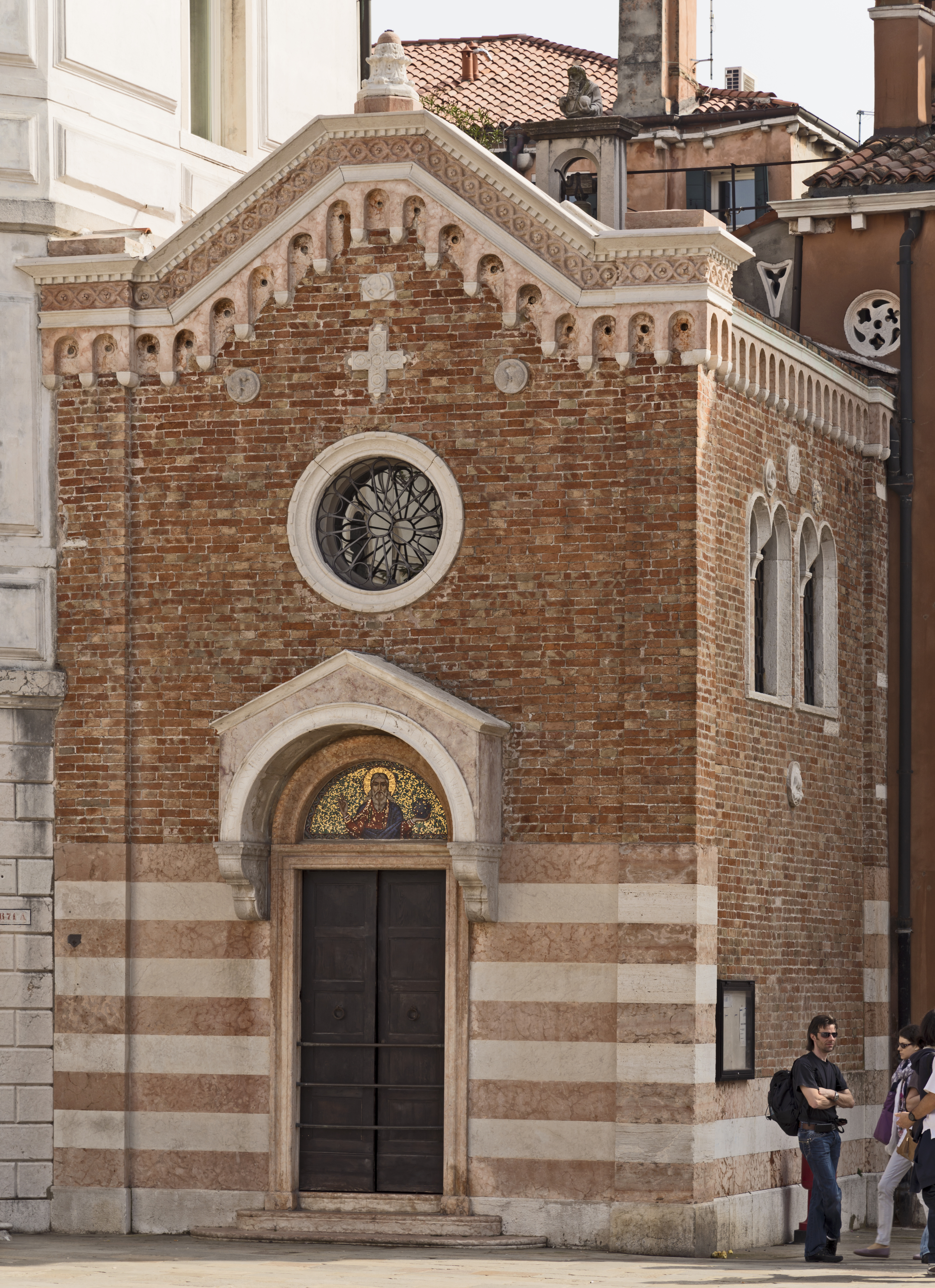
L'attuale edificio privato sorto sul vecchio sito della chiesa di San Vio, sul lato sud

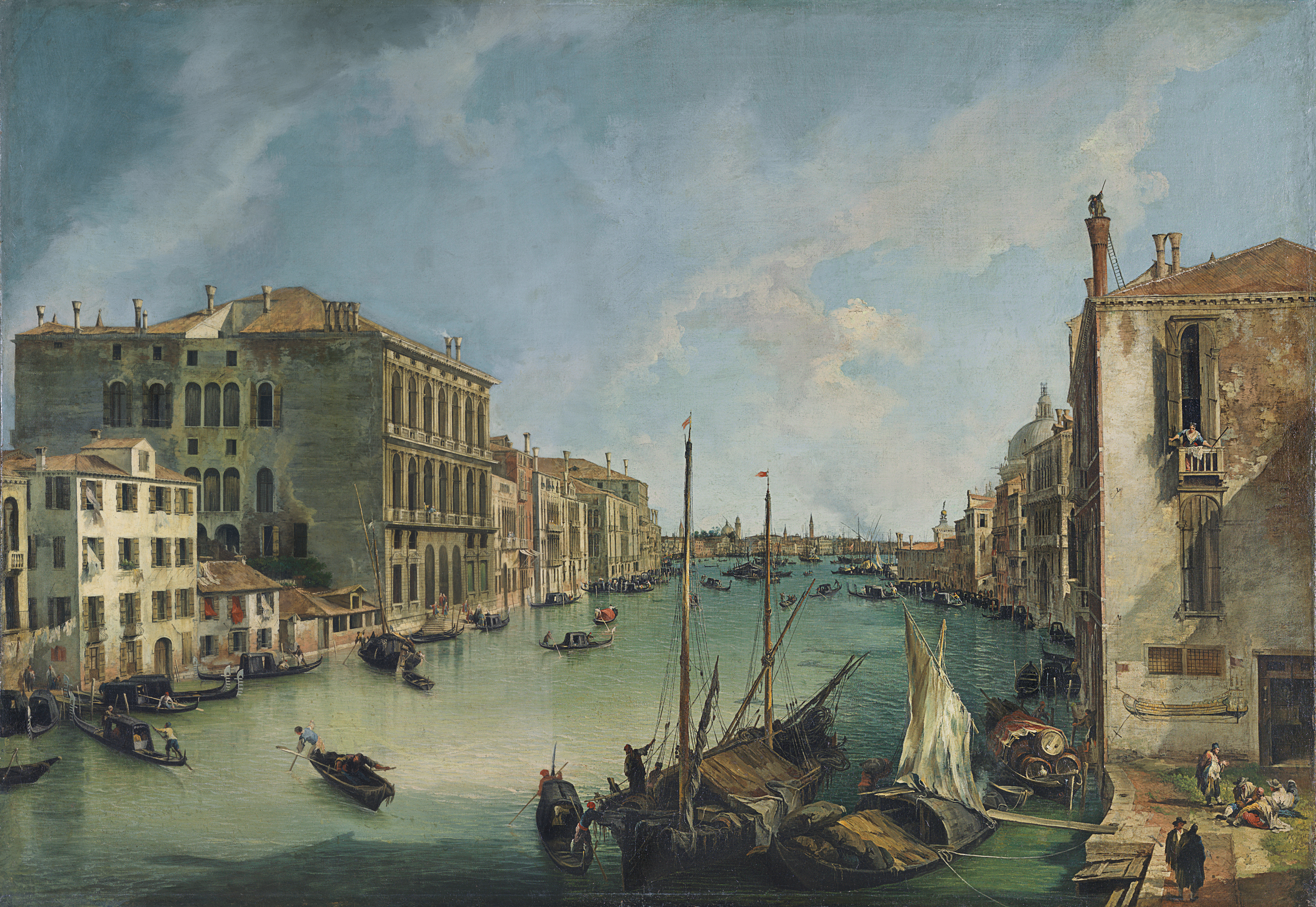
Quadro del Canaletto (XVIII secolo) con veduta del Canal Grande da Campo San Vio verso il Bacino di San Marco

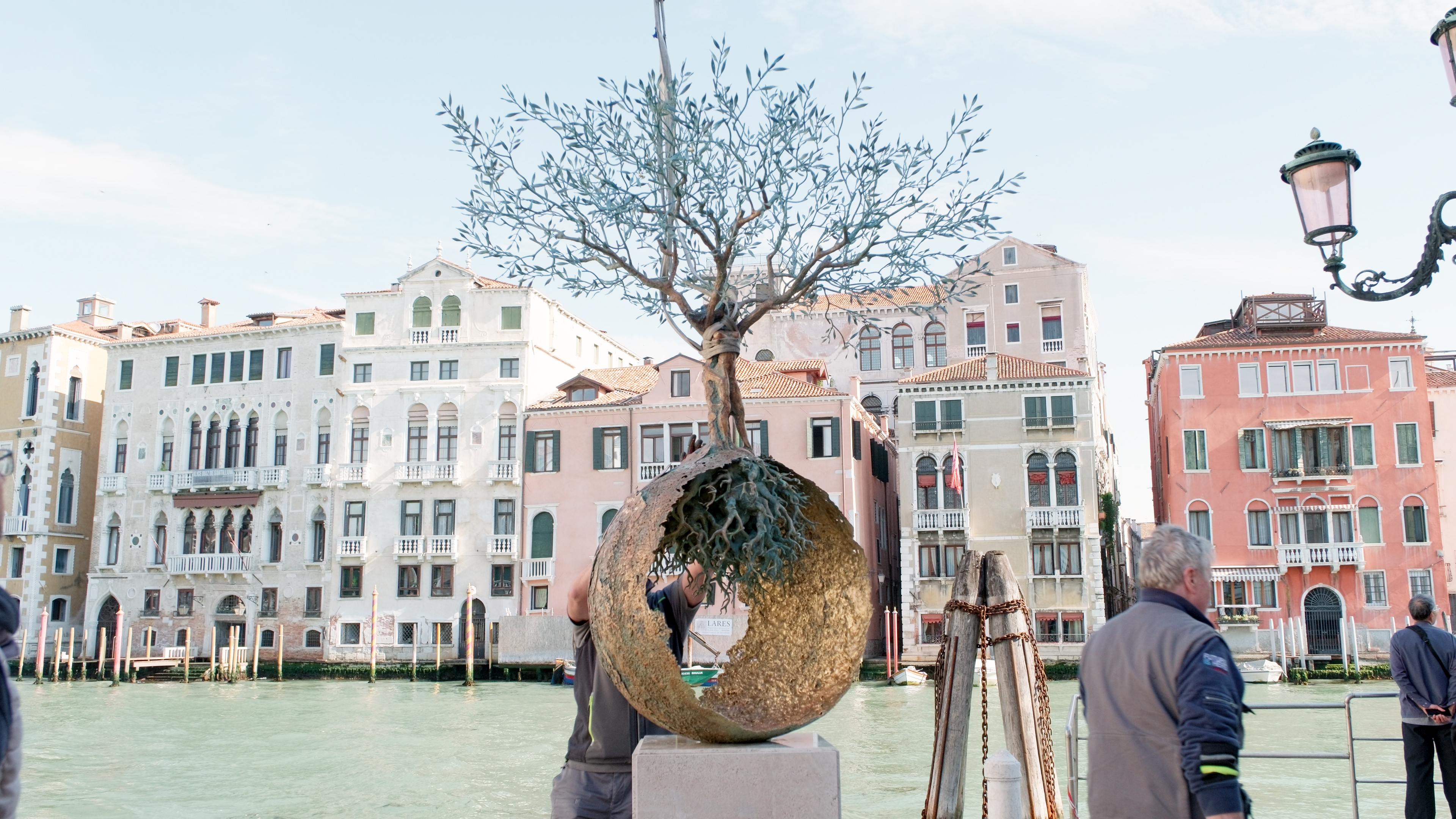
Canal Grande visto da Campo San Vio durante l'installazione di una scultura di Andrea Roggi.

Campo San Vio è uno spazio lastricato di forma rettangolare con due lati bagnati dall'acqua: il lato nord dal Canal Grande, il lato ovest dal rio di San Vio, che congiunge il Canal Grande al Canale della Giudecca. Su quest'ultimo lato ponte San Vio consente il collegamento con l'isola sulla quale sorgono le Gallerie dell'Accademia mentre dal lato opposto del campo c'è l'imbocco della Calle della chiesa che porta alla Peggy Guggenheim Collection, situata nella stessa insula.
Sui due lati del campo al quale si ergono edifici di grande importanza storico-architettonica:
- Palazzo Barbarigo, il cui lato destro dà sul campo: l'edificio rinascimentale è affacciato sul Canal Grande, dove è famoso per la facciata coperta da mosaici vitrei.
- Chiesa di Saint George, chiesa anglicana di Venezia, che confina con la parte posteriore di Palazzo Barbarigo
- un piccolo ex-oratorio della seconda metà del XIX secolo, ora abitazione privata, costruito in luogo della demolita chiesa di San Vio che dava il nome al campo.

Di grande importanza anche i palazzi che guardano sul campo dal lato toccato dal rio San Vio:
- il complesso di Palazzo Loredan e Palazzo Cini: i due edifici adiacenti hanno la facciata laterale (sul rio di San Vio) che guarda sul campo; sono la sede della Fondazione Cini. Il secondo dei due ponti che escono dal campo porta a un ingresso laterale di tale complesso.

Le facciate del Canal Grande sulle quali il campo consente miglior vista sono rispettivamente, partendo dal Ponte dell'Accademia:
- Palazzo Cavalli-Franchetti
- Palazzo Barbaro a San Vidal
- Palazzo Benzon Foscolo
- Palazzetto Pisani
- Palazzo Succi
- Casa Stecchini
- Casina delle Rose
- Palazzo Corner della Ca' Granda

Va segnalata anche la presenza di un tipico pozzo, con vera del primo Cinquecento.